# Contea di Sarasota
La contea di Sarasota (in inglese Sarasota County) è una contea della Florida, negli Stati Uniti. Il suo capoluogo amministrativo è Sarasota.

## Geografia fisica
La contea ha un'area di 1.878 km² di cui il 21,19% è ricoperta d'acqua. Fa parte dell'Area Statistica Metropolitana di Sarasota-Bradenton-Venice. Confina con:
- Contea di Manatee - nord
- Contea di DeSoto - est
- Contea di Charlotte - sud

## Storia
La Contea di Sarasota fu creata nel 1921 ed il suo nome deriva dal linguaggio indigeno dei Calusa e potrebbe significare "punto roccioso".

## Città principali
- Sarasota
- North Port
- Venice

## Politica
| Anno | Repubblicani | Democratici | Altri |
| ---- | ------------ | ----------- | ----- |
| 2004 | 53,5%        | 45,2%       | 1,3%  |
| 2000 | 51,6%        | 45,3%       | 3,1%  |
| 1996 | 46,5%        | 42,7%       | 10,8% |
| 1992 | 42,8%        | 34,9%       | 22,3% |
| 1988 | 66,4%        | 33%         | 0,6%  |